# ヨハン・ヴィルヘルム (ザクセン＝イェーナ公)
ヨハン・ヴィルヘルム（ドイツ語：Johann Wilhelm, 1675年3月28日 - 1690年11月4日）は、ザクセン＝イェーナ公（在位：1678年 - 1690年）。

## 生涯
ヨハン・ヴィルヘルムは、ザクセン＝イェーナ公ベルンハルトとマリー・シャルロット・ド・ラ・トレモイユの息子である。父ベルンハルトが1678年5月3日に死去した時、ヨハン・ヴィルヘルムはわずか3歳であった。父の遺言に従い、伯父のザクセン＝ヴァイマル公ヨハン・エルンスト2世が最初は後見人として公領を統治し、1683年にヨハン・エルンスト2世が死去した後はヨハン・ゲオルク1世が、そしてさらに1686年にヨハン・ゲオルク1世が死去した後は従兄弟のヴィルヘルム・エルンストが公領を統治した。
ヨハン・ヴィルヘルムは成年に達する前に天然痘で死去したため、自ら統治することはなかった。ヨハン・ヴィルヘルムの死によりザクセン＝イェーナ家は断絶し、公領はザクセン＝ヴァイマル家およびザクセン＝アイゼナハ家で分割された。
ヨハンヴィルヘルムは1691年2月19日に、イェーナにある聖ミヒャエル教会の公家の霊廟に錫の棺に入れられ埋葬された。